# Urmond-Oost
Urmond-Oost is een wijk in Urmond (gemeente Stein), in de Nederlandse provincie Limburg. De woonwijk omvat het deel van de woonplaats Urmond ten oosten van het Julianakanaal en is gebouwd vanaf de jaren vijftig van de twintigste eeuw. Ze wordt ook wel aangeduid als Nieuw-Urmond ter onderscheiding van de oude, historische kern ten westen van het kanaal, Oud-Urmond. Met 2530 inwoners (in 2014) is Urmond-Oost tegenwoordig de grootste wijk van Urmond.

## Geschiedenis
Tot na de Tweede Wereldoorlog was dit gebied nog grotendeels landbouwgrond. Enkel langs de huidige Heirstraat en Mauritsweg was wat lintbebouwing gesitueerd en verder stonden hier al de nog bestaande 18e-eeuwse Bokkenrijderskapel en de standerdmolen uit 1805. De Heirstraat volgt het tracé van een oude Romeinse weg (heerweg) en de Mauritsweg was de weg die Urmond verbond met de voormalige Staatsmijn Maurits. In de jaren vijftig ontstonden de eerste uitbreidingsplannen van Urmond ten oosten van het Julianakanaal en tot en met de jaren zeventig werd het gebied tussen de Mauritsweg en de molen volgebouwd. In het midden van de wijk verrees een buurtwinkelcentrum waar een gemeenschapshuis was gevestigd, het Pater Kolbehuis aan de Graetheidelaan. Nabij het centrum werd verder een rooms-katholieke kerk gebouwd, de Antonius van Paduakerk (gesloten in 2008).

## Geografie
Urmond-Oost wordt begrensd door het buitengebied van de Graetheide in het noorden, de autosnelweg A2 in het westen, het spoor van Chemelot naar de haven van Stein in het zuiden en het Julianakanaal in het oosten. Aan de overzijde van de A2 bevindt zich het Chemelot-terrein, waar veel wijkbewoners werkzaam zijn. Tussen de woonhuizen en de A2 ligt een buffer die bestaat uit kantoorgebouwen van onder andere DSM en een hotel van Van der Valk. Ten zuiden van het spoor ligt het Heidekamppark, een natuurpark dat in 2014 geopend is op en rond een voormalige stortplaats. Een fiets- en voetgangersbrug over het spoor verbindt de wijk met dit park. Aan de overzijde van het Julianakanaal ligt de historische dorpskern van Urmond. Langs het kanaal is het bedrijventerrein Paalweg gelegen, waar voornamelijk bedrijven zijn gevestigd die aan Chemelot en de haven zijn gerelateerd.
De wijk bestaat verder  uit de volgende buurten:
- Bramert-Noord, moet ten noorden van de huidige bebouwing verrijzen. Bouwplannen bestaan al jaren, maar zijn zeer omstreden.
- Bramert-Zuid, is gebouwd in de jaren tachtig en negentig tussen de Mauritslaan en het spoor.
- Kanaalboulevard, is een woonbuurt die sinds 2000 in ontwikkeling is langs de oever van het Julianakanaal.

## Voorzieningen
De wijk kent tal van voorzieningen, waaronder bibliotheek Biblionova, gemeenschapshuis Pater Kolbehuis, openbare basisschool De Maaskei, rooms-katholieke basisschool De Avonturijn en woonzorgcentrum Urmonderhof. Verder bevindt zich hier het sportpark Molenpark, waar de accommodaties van amateurvoetbalvereniging Urmondia en tennisclub LTC Urmond zijn gevestigd.

## Fotogalerij

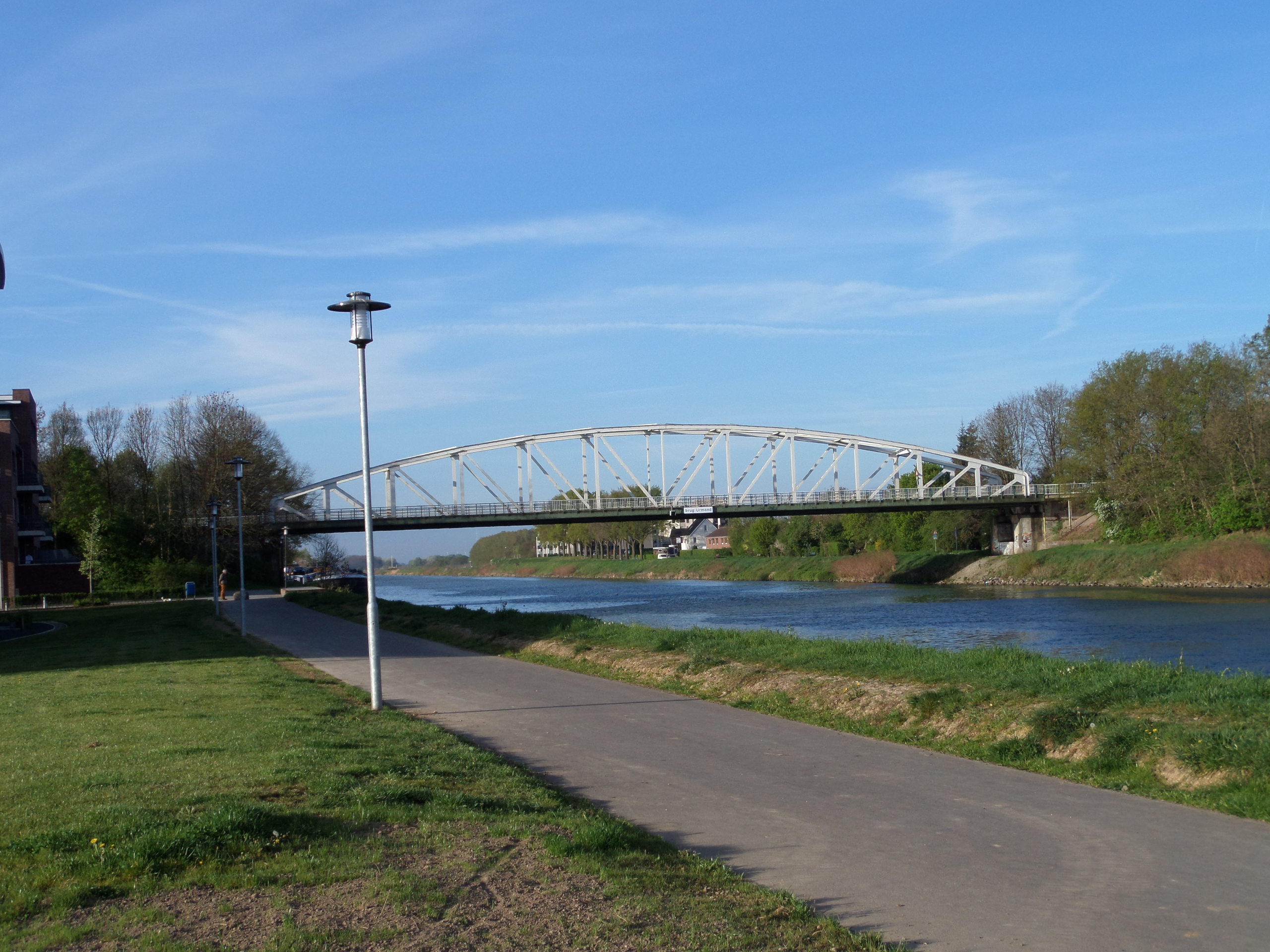
Kanaalbrug
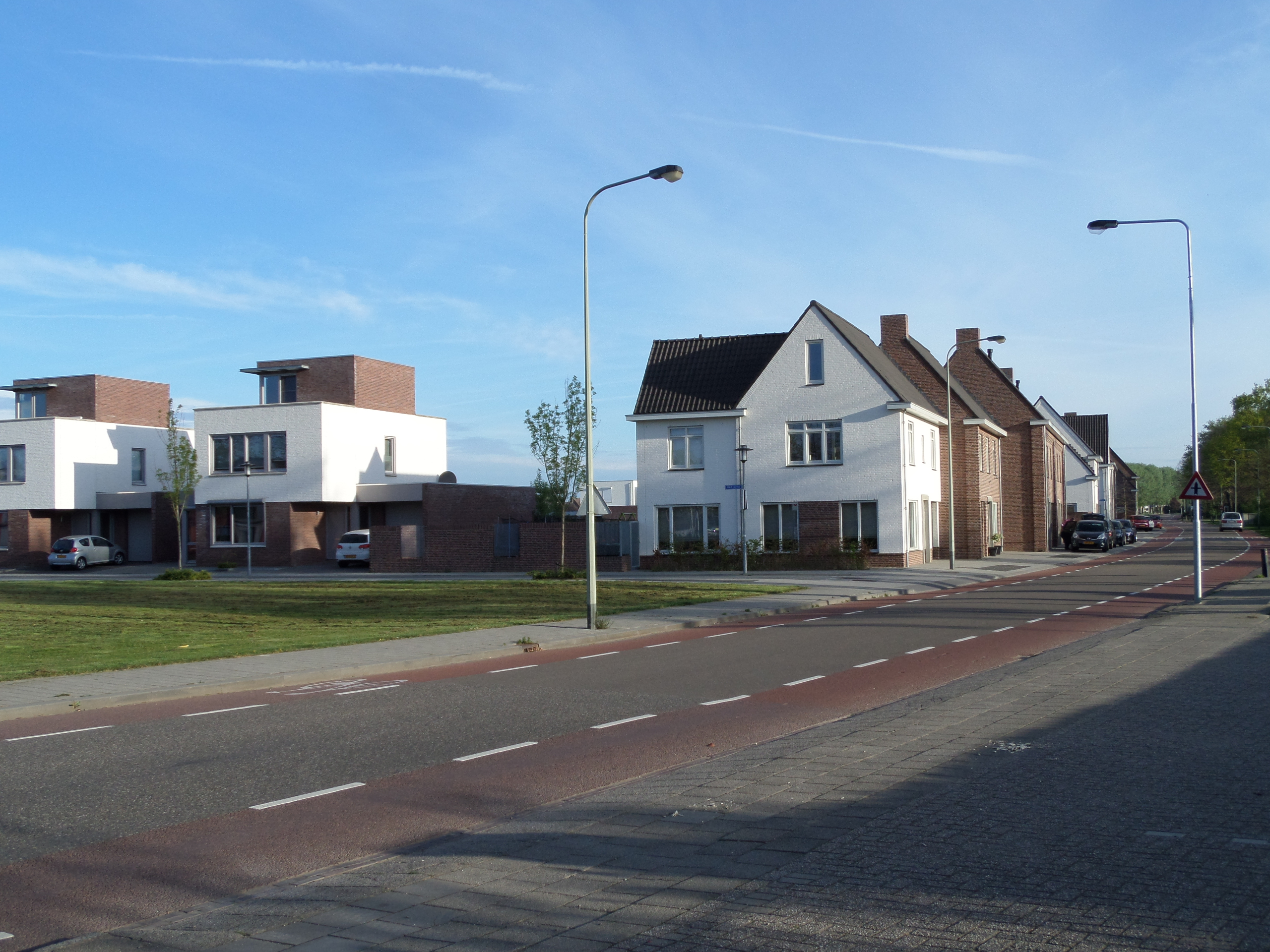
Woonbuurt
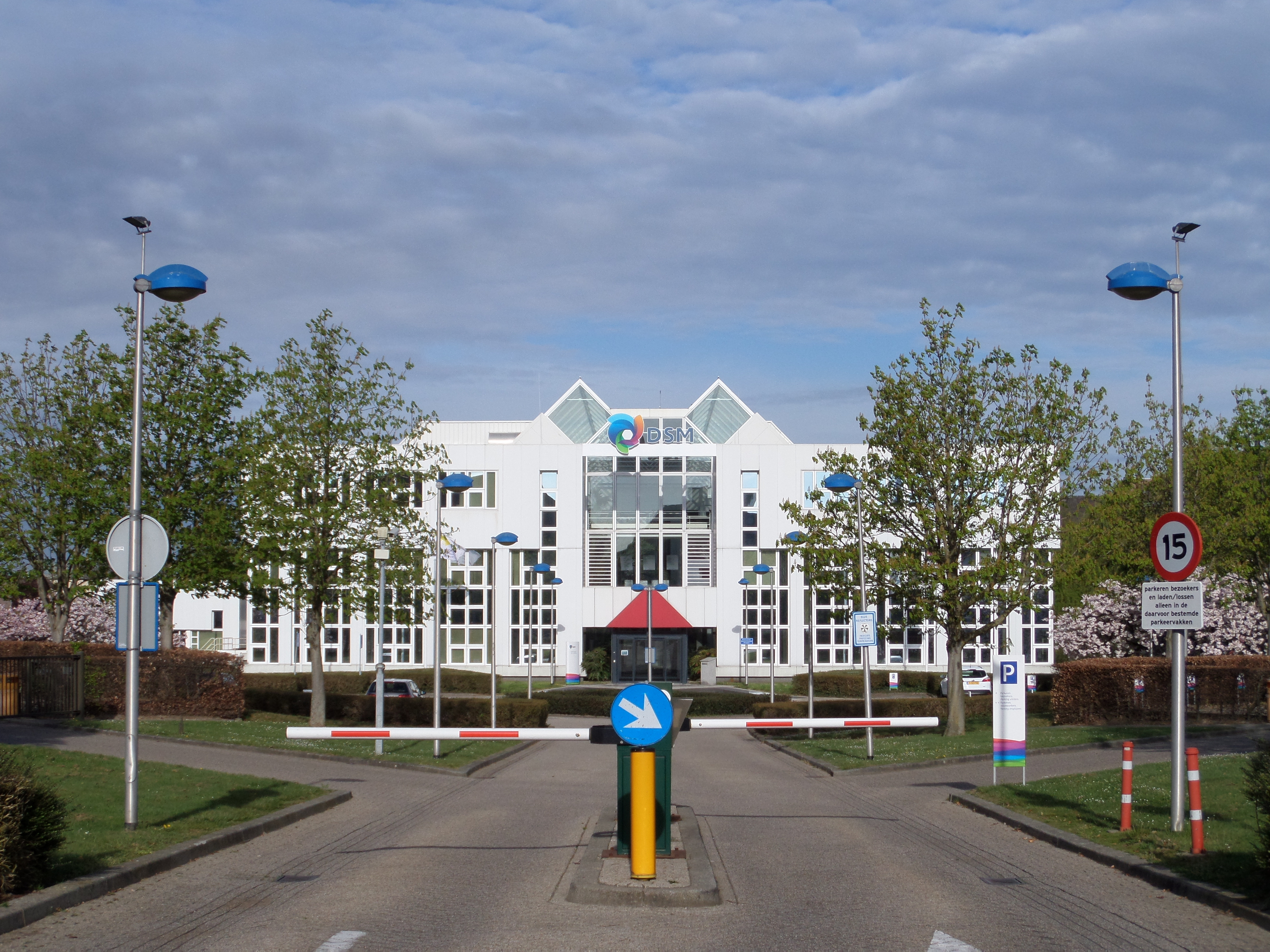
DSM-kantoor
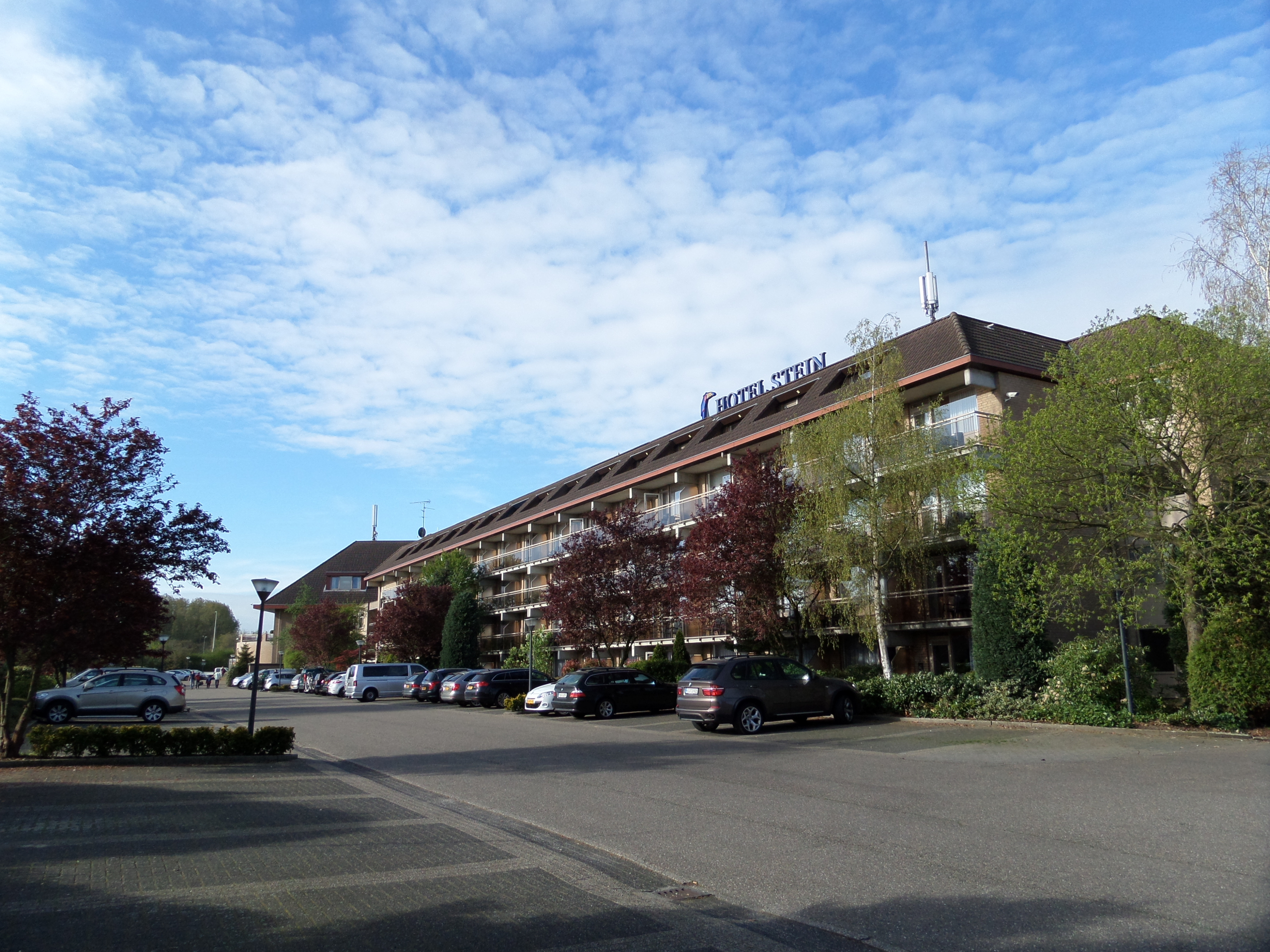
Hotel Stein

Dorpen: Berg aan de Maas · Elsloo · Meers · Stein · Urmond

Buurtschappen, gehuchten en wijken: Catsop · De Weert · Kerensheide · Kleine Meers · Maasband · Nattenhoven · Nieuwdorp · Oud-Stein · Oud-Urmond · Stein-Centrum · Terhagen · Urmond-Oost · Veldschuur

Limburg: Steden en dorpen      Nederland: Provincies · Gemeenten